# Frank McLaughlin
Frank Joseph McLaughlin (Toronto, 15 de abril de 1960) es un deportista canadiense que compitió en vela en la clase Flying Dutchman. Su hermano Terry compitió en el mismo deporte.
Participó en tres Juegos Olímpicos de Verano, entre los años 1984 y 1992, obteniendo una medalla de bronce en Seúl 1988, en la clase Flying Dutchman (junto con John Millen).
Ganó una medalla de bronce en el Campeonato Mundial de Flying Dutchman de 1986 y dos medallas en el Campeonato Europeo de Flying Dutchman, plata en 1986 y bronce en 1992.

## Palmarés internacional
| \| Juegos Olímpicos \| Juegos Olímpicos \| Juegos Olímpicos \| Juegos Olímpicos \| \| Año \| Lugar \| Medalla \| Clase \| \| ----------------------- \| ----------------------- \| ----------------- \| ---------------- \| \| 1988 \| Seúl (Corea del Sur) \| Medalla de bronce \| Flying Dutchman \| \| Campeonato Mundial \| \| \| \| \| Año \| Lugar \| Medalla \| Clase \| \| 1986 \| Río de Janeiro (Brasil) \| Medalla de bronce \| Flying Dutchman \| \| Campeonato Europeo[n 1] \| \| \| \| \| Año \| Lugar \| Medalla \| Clase \| \| 1986 \| Rijeka (Yugoslavia) \| Medalla de plata \| Flying Dutchman \| \| 1992 \| Tolón (Francia) \| Medalla de bronce \| Flying Dutchman \| |                         |                   |                 |
| Juegos Olímpicos |                         |                   |                 |
| Año | Lugar                   | Medalla           | Clase           |
| 1988 | Seúl (Corea del Sur)    | Medalla de bronce | Flying Dutchman |
| Campeonato Mundial |                         |                   |                 |
| Año | Lugar                   | Medalla           | Clase           |
| 1986 | Río de Janeiro (Brasil) | Medalla de bronce | Flying Dutchman |
| Campeonato Europeo |                         |                   |                 |
| Año | Lugar                   | Medalla           | Clase           |
| 1986 | Rijeka (Yugoslavia)     | Medalla de plata  | Flying Dutchman |
| 1992 | Tolón (Francia)         | Medalla de bronce | Flying Dutchman |

1. ↑  En algunas ediciones del Campeonato Europeo se permitió la participación de regatistas de otros continentes.